# Lygus gemellatus
Lygus gemellatus är en insektsart som först beskrevs av Herrich-schaeffer 1835.  Lygus gemellatus ingår i släktet Lygus, och familjen ängsskinnbaggar. Arten är reproducerande i Sverige.